# Багровый цвет снегопада
«Багровый цвет снегопада» — художественный фильм, последняя картина режиссёра Владимира Мотыля.

## Сюжет
Во время Первой мировой войны погибает отец юной киевлянки Ксении Герстель. Вскоре она узнаёт о гибели своего жениха Саши. В отчаянии она поступает в «Красный крест» и уходит на фронт сестрой милосердия, где встречает новую любовь — генерал-майора Ростислава Баторского, который спасает ей жизнь, а после демобилизации поселяет в своей квартире в Петрограде. Позднее они справляют свадьбу. Но всё рушится с революцией 1917 года.

## В ролях
- Даниэла Стоянович — Ксения Герстель
- Михаил Филиппов — генерал-майор Ростислав Иванович Баторский
- Александр Цуркан — Трофим Кряжных
- Александр Василевский — Трофим Кряжных в молодости
- Анатолий Белый — Константин Герстель, брат Ксении
- Елена Гольянова — Фаина
- Богдан Бенюк — муж Фаины
- Сергей Романюк — Пётр Игнатьевич Смолянинов
- Владимир Портнов — Лютый, врач
- Наталия Мажуга — переводчица
- Дмитрий Филиппов — санитар
- Виктор Маркин — раненый солдат
- Сергей Стёпин — немецкий офицер
- Елена Павлова — Даша, горничная
- Юрий Колганов — Никифор, слуга
- Степан Абрамов — гимназист
- Артур Асланян — аптекарь
- Инга Маневич — Ирина в спектакле
- Альбина Бокова — Ольга в спектакле
- Александр Шаврин — Тузенбах в спектакле
- Татьяна Щанкина — дама из ВОКСа
- Евгений Каубов — капрал
- Валерий Кухарешин — Керенский
- Георгий Корольчук — батюшка
- Михаил Химичёв — Сашко
- Алёна Кивайло — толстуха
- Вячеслав Шихалеев — Савелий, вестовой
- Вадим Колганов — Фрол
- Роман Стабуров — хозяин золотых приисков
- Елена Петрова — стрелочница
- Ёла Санько — старуха
- Орест Кушнирюк — конвоир
- Олег Масленников-Войтов — Шуленбург
- Евгений Пашин — банкир
- Виктор Рябов — Едвичка, доктор
- Юрий Павлов — офицер-эмигрант
- Екатерина Ласунская — певица
- Наталия Потапова — Серафима Никитична